# John Björkengren
John Gunnar Björkengren (Falkenberg, 9 dicembre 1998) è un calciatore svedese, centrocampista del Randers.

## Caratteristiche tecniche
Nato come centrocampista di sinistra, viene impiegato prevalentemente come regista, ma può agire su tutto il fronte del reparto.

## Carriera

### Club

#### Inizi in Svezia
Cresciuto nell'LGM, associazione sportiva giovanile nata dall'unione di tre realtà locali (Långås IF, Glommens IF e Morups IF), vi è rimasto fino all'età di dodici anni.
Nel 2012 è entrato a far parte del settore giovanile del Falkenberg. Prima dell'inizio della stagione 2017 ha firmato un contratto di tre anni venendo promosso in prima squadra, la quale era reduce dalla retrocessione in Superettan, patita al termine dell'anno precedente. Ha esordito con la prima squadra del Falkenberg il 18 febbraio 2017, nella partita di Coppa di Svezia vinta per 3-0 in casa dell'Ytterhogdals IK. Al suo primo anno nel campionato cadetto svedese, ha messo a referto 17 presenze e 2 reti. L'anno successivo, con 25 partite e 5 gol all'attivo, ha contribuito al raggiungimento del secondo posto in classifica e quindi alla promozione nell'Allsvenskan dell'anno seguente.
La sua prima annata nella massima serie svedese si è chiusa a livello personale con 28 presenze e 2 reti e con la salvezza ottenuta dalla squadra all'ultima giornata. Ha iniziato la stagione seguente nelle file del Falkenberg, ma è stato ceduto dopo varie giornate di campionato, nonostante la squadra fosse in una difficile situazione di classifica, visto l'ultimo posto in graduatoria a sette turni dalla fine dell'Allsvenskan 2020.

#### Lecce
Il 4 ottobre 2020 è stato acquistato dal Lecce, squadra che da poco più di una settimana aveva iniziato il campionato di Serie B. Ha esordito con il club salentino il 16 ottobre 2020, venendo schierato come titolare nella partita persa in casa del Brescia per 3-0, e ha segnato il primo gol in maglia leccese il 9 febbraio 2021, nella gara casalinga pareggiata per 2-2 in casa contro il Brescia.
Nella stagione seguente ha contribuito alla vittoria del campionato di Serie B e conseguente promozione in massima serie della formazione leccese, ma è stato poi escluso dalla rosa della prima squadra per l'annata successiva.

#### Il prestito al Brescia
Il 18 gennaio 2023 si è trasferito al Brescia in prestito con diritto di riscatto in favore del club lombardo. Ha esordito il 22 gennaio, nella sconfitta casalinga per 1-3 contro il Frosinone.

#### Randers
Rientrato al Lecce, il 4 agosto 2023 è stato ceduto a titolo definitivo al Randers, La cessione viene finalizzata 3 giorni dopo. con cui ha esordito il 13 agosto nella sconfitta casalinga per 0-5 contro il Nordsjælland.

### Nazionale
Ha giocato nelle nazionali giovanili svedesi Under-19 ed Under-21.

## Statistiche

### Presenze e reti nei club
Statistiche aggiornate al 1º luglio 2023.
| Stagione          | Squadra           | Campionato        | Campionato | Campionato | Coppe nazionali | Coppe nazionali | Coppe nazionali | Coppe continentali | Coppe continentali | Coppe continentali | Altre coppe | Altre coppe | Altre coppe | Totale | Totale |
| Stagione          | Squadra           | Comp              | Pres       | Reti       | Comp            | Pres            | Reti            | Comp               | Pres               | Reti               | Comp        | Pres        | Reti        | Pres   | Reti   |
| ----------------- | ----------------- | ----------------- | ---------- | ---------- | --------------- | --------------- | --------------- | ------------------ | ------------------ | ------------------ | ----------- | ----------- | ----------- | ------ | ------ |
| 2017              | Falkenberg        | S                 | 17         | 2          | CS              | 2               | 0               | -                  | -                  | -                  | -           | -           | -           | 19     | 2      |
| 2018              | Falkenberg        | S                 | 25         | 5          | CS              | 0               | 0               | -                  | -                  | -                  | -           | -           | -           | 25     | 5      |
| 2019              | Falkenberg        | A                 | 28         | 2          | CS              | 0               | 0               | -                  | -                  | -                  | -           | -           |             | 28     | 2      |
| giu.-ott. 2020    | Falkenberg        | A                 | 21         | 1          | CS              | 3               | 0               | -                  | -                  | -                  | -           | -           | -           | 24     | 1      |
| Totale Falkenberg | Totale Falkenberg | Totale Falkenberg | 91         | 10         |                 | 5               | 0               |                    | -                  | -                  |             | -           | -           | 96     | 10     |
| ott. 2020-2021    | Lecce             | B                 | 25+1       | 1          | CI              | 1               | 0               | -                  | -                  | -                  | -           | -           | -           | 27     | 1      |
| 2021-2022         | Lecce             | B                 | 22         | 1          | CI              | 3               | 0               | -                  | -                  | -                  | -           | -           | -           | 25     | 1      |
| 2022-gen. 2023    | Lecce             | A                 | 0          | 0          | CI              | 0               | 0               | -                  | -                  | -                  | -           | -           | -           | -      | -      |
| Totale Lecce      | Totale Lecce      | Totale Lecce      | 47+1       | 2          |                 | 4               | 0               |                    | -                  | -                  |             | -           | -           | 52     | 2      |
| gen.-giu. 2023    | Brescia           | B                 | 17+2       | 0          | CI              | -               | -               | -                  | -                  | -                  | -           | -           | -           | 19     | 0      |
| Totale carriera   | Totale carriera   | Totale carriera   | 155+3      | 12         |                 | 9               | 0               |                    | -                  | -                  |             | -           | -           | 167    | 12     |

## Palmarès

### Competizioni nazionali
- Campionato italiano di Serie B: 1

Lecce : 2021-2022